# Banjarmadu
Banjarmadu is een bestuurslaag in het regentschap Lamongan van de provincie Oost-Java, Indonesië. Banjarmadu telt 3261 inwoners (volkstelling 2010).